# 喜多村政方
喜多村 政方（きたむら まさかた）は、江戸時代前期から中期にかけての弘前藩士。北村正方、津軽正方、津軽校尉とも。

## 生涯
天和2年（1682年）6月の父・喜多村宗則の死から2か月後の8月に出生した。宗則が藩主・信政の寵臣であったこともあり、同年11月に家督を継ぐことが認められたが、幼年過ぎるとして百人扶持に減らされた。
母は儒学者山鹿素行の娘であり、四書五経など全てを政方に叩き込んだ。その結果、政方は祖父の始めた山鹿流兵学を始め、儒学などにも精通するようになった。この間も信政はなにかと目をかけている。元禄8年（1695年）、800石を頂き、元禄15年（1702年）に手廻三番組頭。同年、江戸詰めの時に元禄赤穂事件が起こり、母方の伯父・山鹿政実（山鹿素行の嫡男）と共に、津軽政兕に従い吉良邸に駆け付け負傷者を救助している。
宝永6年（1709年）3月12日、本家で父方の叔父にあたる津軽藩家老職の瀧川統伴（北村統伴）が所領没収の上で隠居処分された。宝永7年（1710年）10月18日、信政死去。正徳元年（1711年）2月8、9日、報恩寺での信政の百箇日の法要の惣奉行を政方が勤めた。
正徳5年（1715年）、200石加増。津軽監物と名を改め、津軽藩家老職となった。享保6年（1721年）には校尉と改めている。
祖父・山鹿素行の「原流発機」を藩主に講義したり、藩政では自ら新田を巡視したり、領内の古資料の収集に努めるなど活躍した。享保10年（1725年）より藩命を受け「津軽一統志」の編纂を始めた。享保12年（1727年）には家老職を継ぐであろう長男を連れて、領内全てを巡察している。詩文にも優れ、東海道紀行の詩稿が有名。詩集3冊、文稿1冊を出している。「武治提要」など著作は33部あるとされる。
享保14年（1729年）1月16日、藩による大規模な狼狩りが行われた。総人数7,000余の大将を勤めた。直後の2月1日に病没。享年48。「津軽一統志」の完成（享保16年完成）を見ることはなかった。
同年8月28日、長男の久通が跡を継いだ。

## 系譜
- 父：喜多村宗則（1658年 - 1682年）
- 母：鶴 - 山鹿素行三女
- 室：衛子 - 玉江、玉線院、大道寺友山娘、のち水戸徳川家老女
  - 長男：喜多村久通（1712年 - 1748年）
  - 次男：建部綾足（1719年 - 1774年） - 前名・喜多村久域（ひさむら）

## 著書
「戦略応変」、「兵機全集」、「兵法大意問答」、「講武堂茗話」、「七書便儀」、「武治提要」、「山鹿誌」、「大学解義」、「武教衛葵録」、「原源発機句読大全」、「築城大源発秘図録」、「甲陽戦略便儀」、「寒燈随筆」、「略四書分類」、「輔佐要論」、「天地図説」、「家伝綱領要集」など三十三冊。